# Mets de l'huile
Mets de l'huile, aussi titrée Regg'lyss... mets de l'huile, est une chanson humoristique du groupe Regg'Lyss, sortie en 1992 sur l'album Vive les gestes et en single l'année suivante.

## Historique
C'est la chanson la plus connue du groupe. Elle devient l'un des grands succès des années 1993-1994 en France, atteignant par deux fois le numéro un au Top 50, y restant classé 32 semaines consécutives. Le groupe est nommé aux Victoires de la musique 1994.
Le titre est certifié disque d'or avec 100 000 exemplaires vendus.

## Musique et paroles
Composée par Rémy et Bernard Levesque, Mets de l'huile reprend un passage de la chanson Want Fi Goh Rave par Linton Kwesi Johnson sortie en 1979.
Les paroles, co-écrites et chantées par Roland Ramade, évoquent tour à tour le personnage du "faux rastafari" languedocien qui chante du reggae en anglais, et celui du chanteur de Regg'Lyss (languedocien également) qui ne comprend rien à ce que chante le premier et lui reproche de chanter en anglais.
En 2019, Ramade s'exprime sur le sens de la chanson : « C’est une chanson qui est encore d’actualité. Ça parle de tolérance. Que même si on ne se ressemble pas, même si on ne parle pas la même langue, il faut se supporter les uns les autres, il faut vivre ensemble. ».